# Alper Göbel
Alper Göbel (Deventer, 11 oktober 1982) is een Nederlands voormalig voetballer van Turkse afkomst.
Göbel speelde voor vv Daventria Deventer, Helios en Koninklijke UD 1875 voordat hij in 2004 bij Go Ahead Eagles in het betaald voetbal debuteerde. Voor aanvang van het seizoen 2008/2009 ging hij naar FC Den Bosch, waar hij een verbintenis tekende voor twee jaar. Daar liet Göbel in augustus 2009 zijn contract ontbinden, om een maand later voor drie jaar bij Göztepe Izmir te tekenen.
Na anderhalf jaar in Turkije keerde Göbel terug naar Nederland om bij de zaterdagamateurs van Spakenburg te spelen. Daarn kwam hij uit voor SVZW Wierden en DETO Twenterand.
| Seizoen | Club            | Wedstrijden | Doelpunten | Competitie         |
| ------- | --------------- | ----------- | ---------- | ------------------ |
| 2004/05 | Go Ahead Eagles | 16          | 0          | Eerste divisie     |
| 2005/06 | Go Ahead Eagles | 29          | 0          | Eerste divisie     |
| 2006/07 | Go Ahead Eagles | 33          | 2          | Eerste divisie     |
| 2007/08 | Go Ahead Eagles | 34          | 1          | Eerste divisie     |
| 2008/09 | FC Den Bosch    | 33          | 0          | Eerste divisie     |
| 2009/10 | Göztepe Izmir   | -           | -          | Tweede Liga B      |
| 2009/10 | Spakenburg      | -           | -          | Zaterdag Topklasse |